# 기타카타촌 (미야자키현 미나미나카군)
기타카타촌(北方村)은 일본 미야자키현 미나미나카군에 설치되었던 촌이다. 현재의 구시마시의 일부에 해당한다.